# Moustey
Moustey is een gemeente in het Franse departement Landes (regio Nouvelle-Aquitaine). Het plaatsje telt ongeveer 600 inwoners en maakt deel uit van het arrondissement Mont-de-Marsan.
Het dorp wordt weleens Moustey-les-deux-Églises genoemd. Het dankt die naam aan de twee kerkjes die daar sinds de 13de eeuw pal naast elkaar staan, namelijk de église Saint-Martin en de église Notre Dame. Hier werden vroeger de pelgrims, op weg naar Santiago de Compostella, onthaald. Tegenwoordig is in de église Notre Dame een museum gevestigd met twee permanente tentoonstellingen over de rituelen in het volksgeloof van de streek én de religieuze betekenis van de pelgrimage.

## Demografie
Onderstaande figuur toont het verloop van het inwonertal (bron: INSEE-tellingen).